# Lorena Espinoza
Lorena Espinoza (ur. 3 marca 1968) – meksykańska lekkoatletka specjalizująca się w skoku o tyczce.

## Osiągnięcia
- brąz mistrzostw Ameryki Środkowej i Karaibów juniorów w skoku wzwyż (Meksyk 1986)[1]
- 3 srebrne medale mistrzostw Ameryki Środkowej i Karaibów (San Juan 1997 & Bridgetown 1999 & Gwatemala 2001)[2]
- siedmiokrotna mistrzyni Meksyku[3]

## Rekordy życiowe
- skok o tyczce – 3,80 (1999 & 2000 & 2003)